# Archivo de la Real Chancillería de Valladolid
El Archivo de la Real Chancillería de Valladolid (también conocido por sus siglas ARCHV) es un archivo dependiente del Ministerio de Cultura y Deporte de España, y está ubicado en la ciudad de Valladolid (Castilla y León). Fue creado por los Reyes Católicos en 1489 y contiene la documentación generada por la Real Audiencia y Chancillería de Valladolid (1371-1834), la Audiencia Territorial de Valladolid (1834-1989) y otras instituciones judiciales contemporáneas radicadas en la ciudad. 

## Historia
La creación del archivo fue llevada a cabo por los Reyes Católicos a través de las ordenanzas concedidas a la Real Audiencia y Chancillería, otorgadas en Medina del Campo (Valladolid) en 1489. En el capítulo 51 de las citadas ordenanzas se establecía que dentro de las dependencias del tribunal debía existir una cámara con dos armarios: uno para los pleitos resueltos y otro para los privilegios y otros documentos relacionados con la Chancillería y sus derechos, constituyéndose de esta manera el primer archivo en la Corona de Castilla. A pesar de ello, durante el primer siglo de vida del archivo no se organizaron los fondos documentales, que se hallaban en poder de los escribanos de cámara; por ello es considerado como el primer archivo instaurado en el reino el Archivo General de Simancas, constituido en 1540.
El 12 de noviembre de 1607, el rey Felipe III expidió una cédula en favor de Rodrigo Calderón, marqués de Siete Iglesias, con el nombramiento de primer archivero de pleitos fenecidos del tribunal, comenzando entonces la estructuración y organización de los fondos documentales del mismo. Además, el rey ordena la construcción de un edificio que albergue el archivo, pues el existente para tal fin, ubicado en el corral de la Chancillería, cerca de la puerta de San Pedro, fue derribado en 1551 con la intención de levantar uno nuevo, que no llegó a edificarse. El nuevo edificio fue obra del arquitecto Felipe Berrojo, estaba concluido en 1682 y constaba de dos plantas más sótano y desván.
Funcionó como archivo administrativo del tribunal de la Chancillería hasta 1834, cuando la institución desaparece como consecuencia de la implantación definitiva del Liberalismo. Tras setenta años de abandono, el archivo es entregado en 1906 al Cuerpo Facultativo de Archiveros, comenzando una nueva etapa en la que deja a un lado su carácter administrativo para convertirse en un archivo histórico al servicio de los ciudadanos. Tras una remodelación del archivo llevada a cabo en los años 1960, y considerando el edificio carente de seguridad, se construyó el actual entre 1969 y 1972, inspirado en el original del siglo XVI. Además se levantó un edificio contiguo de siete plantas para conservar la documentación, mientras las estancias principales se dedicaron al salón de actos, sala de exposiciones, sala de consulta, salas de trabajo y laboratorios.

## Fondos documentales
La documentación que custodia el archivo comprende una cronología que abarca desde el siglo VIII hasta finales del siglo XX. Los fondos documentales, compuestos por cerca de 17 kilómetros lineales de documentos, se organizan en función de las diversas instituciones que los produjeron a lo largo del tiempo. 

### Fondo documental de la Real Audiencia y Chancillería de Valladolid

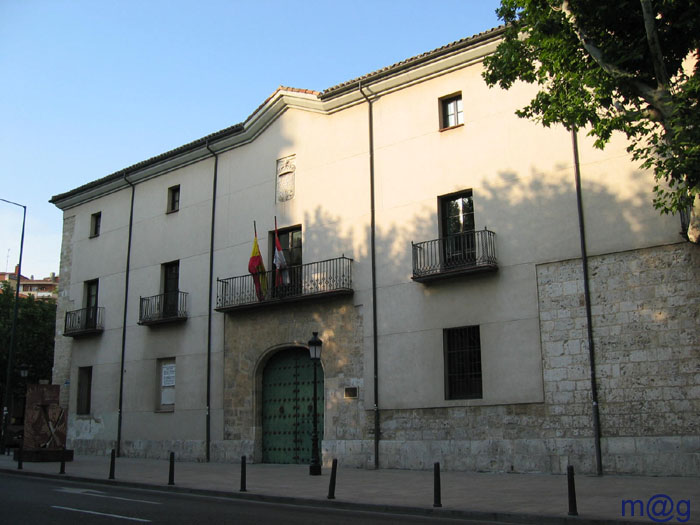
Palacio de los Vivero, edificio que albergó una parte de la Real Audiencia y Chancillería de Valladolid entre 1371 y 1834.

Se trata del fondo documental más voluminoso de los que se conservan en el Archivo y contiene la documentación producida por el tribunal conocido como Real Audiencia y Chancillería de Valladolid, órgano supremo responsable de impartir justicia en la Corona de Castilla al norte del río Tajo desde la Edad Media y hasta el año 1834. 
Al actuar como "Tribunal Supremo" durante el Antiguo Régimen, esta institución se encargó de impartir justicia en apelaciones de sentencias inferiores, a través de múltiples salas, en los siguientes ámbitos jurisdiccionales: 
- Orden Civil: La Chancillería de Valladolid contaba con cuatro salas, presididas por oidores, donde se trataban las apelaciones de pleitos civiles con sentencias dictadas por órganos judiciales inferiores, así como las reclamaciones de determinados oficiales de justicia en causas civiles.
- Orden penal: La Chancillería llegó a contar con dos salas de lo criminal, presididas por alcaldes del crimen, donde se veían las apelaciones de pleitos criminales con sentencias dictadas por órganos judiciales interiores. Igualmente, los alcaldes del crimen tenían la capacidad de ver en primera instancia ciertos asuntos criminales ocurridos en el ámbito territorial de Valladolid y su alfoz, a través de lo que se conoce como el Juzgado de provincia y que en numerosas ocasiones se trasladaban también a las Salas de lo criminal de la Chancillería.
- Órdenes especiales: En el Antiguo Régimen, existían jurisdicciones especiales para determinados grupos. Así, en la Chancillería de Valladolid se constituyeron dos salas especiales: 
  - Sala de Hijosdalgo: Destinada especialmente a resolver los procesos o expedientes relacionados con el reconocimiento de la hidalguía, conocidos tradicionalmente como pleitos de hidalguía. Entre la documentación de esta Sala, se han conservado más de 42.000 expedientes de hidalguía, que constituyen una fuente básica para la investigación genealógica y heráldica de la España del Antiguo Régimen.
  - Sala de Vizcaya: Presidida por el Juez Mayor de Vizcaya, esta sala asumía las competencias de los otros órdenes judiciales (civil, criminal y reconocimiento de hidalguía) pero solo para aquellas personas que tuvieran su origen en el Señorío de Vizcaya. Este privilegio de los vizcaínos quedó establecido en el Fuero de Vizcaya y suponía una gran prebenda, no sólo para los vizcaínos que ya vivían en los territorios del señorío de Vizcaya, sino para todos aquellos vizcaínos que habían emigrado a otros lugares y que tenían el privilegio de resolver sus asuntos judiciales directamente en la Chancillería, sin pasar por órganos judiciales inferiores. Además, a partir del siglo XVII, la interpretación que se dio del concepto de la Hidalguía universal para los vizcaínos a partir del Fuero de Vizcaya, permitió que el reconocimiento de la vizcainía, que emitía la Chancillería de Valladolid a través de esta sala, se fue equiparando paulatinamente al reconocimiento de la hidalguìa que se expedía en la Sala de Hijosdalgo.

Además de las Salas de Justicia, en la Chancillería de Valladolid existieron otras unidades administrativas que también tuvieron un papel importante en su historia: 
- Registro: Fue la unidad responsable de registrar de salida todos los documentos que expedía el tribunal, destacando sobre todo las cartas ejecutorias y las reales provisiones. Las Cartas ejecutorias eran documentos judiciales que ordenaban la ejecución de la sentencias definitivas sobre las que ya no cabían apelaciones, y eran expedidos a petición de los litigantes en los procesos. Además, en las cartas ejecutorias se incluían un resumen extractado de todo el proceso judicial lo que las convierte en una fuente informativa enorme para llegar a conocer el desarrollo de los pleitos. Otros documentos expedidos por el Registro eran las Reales Provisiones, las cuales eran comunicaciones u órdenes expedidas por el tribunal para que se llevaran a cabo determinadas actuaciones relacionadas con una causa concreta (emplazar a un litigante, ordenar la recogida de pruebas, comunicar una sentencia, etc.).
- Real Acuerdo: El Real Acuerdo fue el órgano de gobierno del tribunal durante toda su existencia. Se componía del presidente de la Chancillería, todos los oidores de las Salas de lo Civil y el escribano de cámara de más antigüedad, y tomaba decisiones relativas al funcionamiento interno del tribunal y de los tribunales inferiores existentes en su ámbito territorial. Además de llevar los asuntos de gobierno interno, el Real Acuerdo era responsable de recibir todas las comunicaciones que eran enviadas al Tribunal desde la Corona o los Consejos Reales, conservándolas en un archivo separado del resto de documentos, constituyendo así la colección actualmente conocida como "Cédulas y Pragmáticas".
- Gobierno del Crimen: Fue un órgano, creado a partir de 1706, que actuaba como unidad de gobierno, similar al Real Acuerdo, pero en el ámbito de las Salas de lo Criminal. Estaba presidido por un oidor de lo Civil que ejercía como "Gobernador del Crimen" y se encargaba de vigilar la correcta tramitación de causas en la Chancillería y de dar respuesta a las consultas que remitían los órganos judiciales inferiores.
- Archivo: Dentro del propio tribunal de la Chancillería, existió desde los primeros momento una unidad de archivo, responsable de la custodia y gestión de los documentos producidos por las diversas salas de justicia a través de las escribanías de cámara correspondientes. Esta unidad actuó como archivo de oficina para las demás unidades del tribunal y fue la responsable de gestionar las transferencias de pleitos desde las escribanías hasta el archivo. Además, desde 1682 contó con un edificio propio de depósito, conocido cono el "Archivo Viejo" y situado al lado del edificio del tribunal (actualmente, es el Palacio de Congresos Conde Ansurez Archivado el 20 de abril de 2020 en Wayback Machine., perteneciente a la Universidad de Valladolid).

Esta estructura del tribunal de la Chancillería de Valladolid se ha reflejado en la documentación conservada en el Archivo, llegando a distinguir las agrupaciones documentales en función de los respectivos órdenes jurisdiccionales y unidades administrativas: 
- Pleitos civiles: Se trata de la documentación de las Salas de lo Civil, organizada en función de las diversas escribanías de cámara que trabajaron en esas salas y distinguiendo hasta tres tipos de series documentales por escribanía: 
  - Pleitos fenecidos: Estas series conservan los pleitos judiciales que los escribanos de cámara consideraban como "fenecidos", es decir que no tenían actuaciones judiciales pendientes, fundamentalmente porque habían sido objeto de sentencia definitiva y se les había llegado a expedir carta ejecutoria.
  - Pleitos olvidados: Estas series conservan los pleitos y otros expedientes que no eran considerados como "fenecidos" por los escribanos de cámara, bien por ser procesos judiciales con actuaciones pendientes, por no tener carta ejecutoria asociada o por tratarse de otros tipos de expedientes judiciales.
  - Pleitos depositados: Estas series, que no están presentes en todas las escribanías de cámara, contienen aquellos pleitos que los escribanos de cámara transferían al archivo pero manteniendo temporalmente ciertos derechos sobre la expedición de certificados.
- Pleitos criminales: Se trata de una única agrupación documental para todos los documentos de las Salas de lo Criminal. Aunque la documentación originalmente se encontraba organizada por escribanías como ocurría con la de lo civil, fue agrupada en un único conjunto documental a finales del siglo XIX. Además, los expurgos efectuados en el siglo XIX provocaron que la documentación criminal conservada hasta nuestros días sea comparativamente inferior a la del resto de salas de justicia.
- Pleitos de hidalguía: Al igual que ocurre con la documentación de criminal, los pleitos fenecidos y olvidados de la sala de Hijosdalgo fueron agrupados en un único conjunto de documentos, conocidos genéricamente como "pleitos de hidalguía".
- Pleitos de Vizcaya: La documentación producida por las dos escribanías de cámara que trabajaron para el Juez Mayor de Vizcaya fue agrupada en un único conjunto de documentos, conocido como Pleitos de Vizcaya.
- Expedientes del Acuerdo
- Expedientes del Gobierno del Crimen
- Registro: Con tres series facticias, creadas entre finales del siglo XIX y principios del siglo XX: Registro de Ejecutorias, Registro de vizcainías y Registro de Provisiones.

Además de la documentación organizada por unidades, el Archivo de la Real Chancillería de Valladolid mantiene varias colecciones de documentos que han ido apareciendo a lo largo de los años entre los documentos del tribunal:
- Pergaminos: Es una colección que conserva documentos en soporte de pergamino que aparecieron dentro de los pleitos del tribunal, ya fuera como piezas de prueba o como encuadernación de otros documentos.
- Planos y dibujos: Es una colección que conserva documentos de naturaleza gráfica que fueron incorporados como pruebas en procesos judiciales. Destacan entre ellos los óleos judiciales, grandes mapas pintados en óleo sobre lienzo y que se conocen como "vistas de ojos".
- Protocolos y padrones: Es una colección que contiene sobre todo padrones encontrados dentro de los pleitos de hidalguía, pero también incorpora protocolos notariales o escrituras que fueron presentadas como prueba y se optó por extraerlos de su pleito de origen.
- Cédulas y pragmáticas: Es la colección de mantuvo el propio Real Acuerdo con las comunicaciones, cédulas, órdenes y pragmáticas que el Tribunal recibía directamente desde la Corona o los Consejos Reales.
- Libros de la Chancillería: Es una colección que conserva todos los documentos en soporte librario que produjo el tribunal, ya sean los libros de actas del Real Acuerdo, los inventarios de documentos de las diversas escribanías o libros de control interno de los asuntos judiciales (libros de reparto de causas, libros de control de causas o documentos, etc.)

### Fondo documental de la Audiencia Territorial de Valladolid
Cuando la Real Audiencia y Chancillería de Valladolid desaparece definitivamente en 1834, se constituye en la misma sede la Audiencia Territorial de Valladolid (1835-1989), cambiando funciones y ámbito territorial de actuación, ya que actuará bajo el control del Tribunal Supremo y sólo en el ámbito territorial de las provincias de Ávila, León, Palencia, Salamanca, Segovia, Valladolid y Zamora. De todos modos, en 1835 la Audiencia Territorial de Valladolid pasa a ser responsable, no sólo de los documentos que va a producir ella misma, sino también de los documentos de la extinta Real Audiencia y Chancillería. Estas funciones de custodia del fondo antiguo se mantendrían hasta el año 1906, momento en que el "Archivo viejo" es entregado por el Ministerio de Justicia al Cuerpo Facultativo de Archiveros, dependiente entonces del Ministerio de Instrucción Pública, responsable de las funciones culturales y, más concretamente, de la gestión de los archivos de ámbito nacional en España.
En la década de los años 60 del siglo XX, el Ministerio de Justicia construye en Valladolid una nueva sede para los órganos judiciales localizados en la ciudad, conocida como el Palacio de Justicia de Valladolid y situada en la Calle Angustias. En ese momento, las administraciones judiciales que todavía venían ocupando las instalaciones de la antigua Real Chancillería de Valladolid abandonan esos edificios, llevándose también los documentos que habían venido produciendo y dejando atrás la documentación de la Real Audiencia y Chancillería de Valladolid, la cual se encontraba bajo control y responsabilidad de los Archivos Nacionales.
De cualquier modo, a finales del siglo XX, se acordó la transferencia excepcional de documentos de nuevo al Archivo de la Real Chancillería de Valladolid cuando se hizo evidente la falta de espacio destinado a archivo en la sede del Palacio de Justicia.
Así, la documentación que se ha conservado de la Audiencia Territorial de Valladolid es significativamente menor que la del fondo antiguo, debido a que fue objeto de numerosos expurgos y eliminaciones a lo largo del siglo XIX. Además, cabe destacar que la documentación contemporánea ha sido objeto de menos trabajos de organización e identificación, por lo que está pendiente de efectuarse su catalogación. De todos modos, es posible identificar algunas series documentales relevantes, como por ejemplo:
- Expedientes de la Secretaría de Gobierno.
- Recursos civiles.
- Recursos penales.
- Recursos contencioso-administrativos.
- Libros judiciales.

### Otros fondos documentales contemporáneos
Además de los fondos documentales de la Real Audiencia y Chancillería de Valladolid y de la Audiencia Territorial de Valladolid, en el Archivo se conservan fondos documentales correspondientes a otras administraciones judiciales de época contemporánea, también transferidos den su mayoría junto a la documentación de la Audiencia Territorial y destacando las siguientes:
- Audiencia Provincial de Valladolid: Es un tribunal de justicia creado en 1893 para el ámbito territorial de la provincia de Valladolid, que estuvo alojado junto a la Audiencia Territorial de Valladolid y empezó asumiendo únicamente funciones en el ámbito de la justicia penal, aunque a lo largo del siglo XX, fue ampliando sus atribuciones al ámbito civil. Cuando la Audiencia Territorial de Valladolid desaparece en 1989, la Audiencia Provincial de Valladolid continuará existiendo bajo control del Tribunal Superior de Justicia de Castilla y León y del Consejo General del Poder Judicial.
- Responsabilidades Políticas de Valladolid: La jurisdicción especial de responsabilidades políticas creada tras la Guerra Civil provocó la creación de un Tribunal Regional de Responsabilidades Políticas en la misma sede de la Audiencia Territorial de Valladolid. Esta jurisdicción especial se mantuvo activa hasta 1969 y fruto de ella es el conjunto de documentos que se conserva en el Archivo de la Real Chancillería y corresponde a las diversas administraciones judiciales que tuvieron competencias en dicha jurisdicción (Tribunal Regional de Responsabilidades Políticas, audiencias provinciales, comisiones provinciales de incautación de bienes, etc.).
- Juzgado de Guerra de Valladolid: En 1878, la Auditoría de Guerra de Castilla la Vieja transfirió al Archivo de la Audiencia Territorial la documentación correspondiente a testamentarías y procesos judiciales incoados a personal militar, pasando esa documentación a conservarse junto a la del fondo antiguo y denominándose como "Juzgado de Guerra". Cabe tener en cuenta que este fondo documental nunca llegó a ser trasladado a la nueva sede del Palacio de Justicia de Valladolid, quedando conservado desde 1878 junto a la documentación del fondo antiguo.
- Junta Provincial del Servicio del Libertad Vigilada de Valladolid
- Juzgados de lo Social números 1, 2 y 3 de Valladolid (antiguas Magistraturas de Trabajo). Estos fondos documentales fueron los primeros fondos documentales contemporáneos que se transfirieron al Archivo de la Real Chancillería, cuando desaparecieron las Magistraturas de Trabajo.
- Tribunal Superior de Justicia de Castilla y León.
- Juzgado de lo Penal número 2 de Valladolid.

## Servicios ofrecidos por el Archivo
Como Administración Pública y al mismo tiempo archivo histórico, los servicios que ofrece el Archivo de la Real Chancillería de Valladolid están recogidos en su Carta de Servicios, aprobada en 2019 y se resumen en los siguientes:
- Servicio de información general: Se ofrece a cualquier persona información y orientación personalizada sobre la consulta que desee realizar en el propio archivo, así como asesoramiento en la búsqueda y localización de otros fondos documentales y bibliográficos.
- Consulta presencial de documentos: Se ofrece la posibilidad de consultar presencialmente los documentos conservados, siempre que las condiciones de conservación, identificación y acceso lo permitan.
- Reproducción de documentos: Se ofrece la opción de obtener copias de los documentos conservados, de acuerdo con las condiciones establecidas en la Orden CUL/1077/2011, de 25 de abril, por la que se fijan los precios públicos de determinados servicios prestados por los órganos centrales del Ministerio de Cultura.
- Préstamos de documentos para exposiciones: Se ofrece la opción de prestar documentos conservados para exposiciones, siempre que las condiciones de conservación de los documento lo permitan y las exposiciones cumplan con los requisitos que establece el Ministerio de Cultura y Deporte.
- Actividades culturales y educativas: El Archivo cuenta con un salón de actos, una espacio educativo y una sala destinada a albergar exposiciones que sirven para desarrollar cursos, conferencias, talleres y otros eventos culturales.

Además, también ofrece servicio de apoyo a la Administración de Justicia, ofreciendo préstamos administrativos de documentos conservados entre los fondos judiciales contemporáneos y desde noviembre de 2022 ofrece el servicio de autocopias de documentos en su sala de consulta, en aplicación de la Resolución de la Dirección General de Patrimonio Cultural y Bellas Artes de 25 de octubre de 2022. 

## Consulta online de los documentos conservados
El catálogo de los fondos documentales del Archivo de la Real Chancillería de Valladolid puede consultarse a través de PARES, Portal de Archivos Españoles. A través de ese portal, es posible consultar la descripción de los fondos y series documentales que se custodian, así como las descripciones individualizadas e imágenes digitales de documentos. Entre los elementos más destacados se encuentra la agrupación documental del Registro de Ejecutorias, con más de 187.000 documentos descritos y disponibles íntegramente en PARES.
Igualmente, al formar parte de los Archivos dependientes del Ministerio de Cultura y Deporte, también es posible consultar los fondos documentales del Archivo de la Real Chancillería de Valladolid a través del Portal de Archivos de Europa.